# Tareq Esmaeili
Tareq Esmaeili (3 maart 1977) is een Qatarees voormalig wielrenner die tweemaal nationaal kampioen op de weg wist te worden. In 2017 werd hij ploegleider bij Kuwait-Cartucho.es

## Overwinningen
2004
Qatarees kampioen op de weg, Elite
2009
Qatarees kampioen op de weg, Elite
Qatarees kampioen cross-country, Elite

## Ploegen
- 2005 –  Aljazeera Sport Channel
- 2007 –  Doha Team
- 2008 –  Doha Team
- 2009 –  Doha Team

Abduljanan · Abdullah · Afif · Al Moraqab · Aldosseri · Bani Hamad · Esmaeili · Husain · Mohamed · Said
Abduljanan · Abdullah · Afif · Al Moraqab · Bani Hamad · Ben Hassine · Chtioui · Esmaeili · Hannachi · Hasanin · Said
Abduljanan · Al Bourdainy · Al Moraqab · Alawi · M. Bani Hammad · Y. Bani Hammad · Belhani · Ben Hassine · Chtioui · Esmaeili · Hannachi · Hasanin · Lagab · Madani · Said · Shekhoni